# Habibolah Ajlagui
Habibolah Ajlagui (en persa: حبیب‌الله اخلاقی‎; Andimeshk, 3 de agosto de 1985) es un luchador iraní de lucha grecorromana. Participó en Juegos Olímpicos de Londres 2012 clasificándose en la 13.º posición en la categoría de 84 kg. Compitió en cuatro campeonatos mundiales. Consiguió dos medallas de bronce, en 2009 y 2015. Ganó la medalla de oro en los Juegos Asiáticos de 2014. Campeón Asiático de 2012. Tres veces representó a su país en la Copa del Mundo, en el 2014 clasificándose en la primera posición. Primero en el Campeonato Mundial Universitario de 2008.